# Hesperochernes riograndensis
Espèce
Hesperochernes riograndensis est une espèce de pseudoscorpions de la famille des Chernetidae.

## Distribution
Cette espèce est endémique du Nouveau-Mexique aux États-Unis. Elle se rencontre dans le comté de Socorro.

## Habitat
Elle se rencontre dans le terrier de Dipodomys sp..

## Description
Le mâle holotype mesure 2,1 mm et les femelles de 2,3 à 2,6 mm.

## Étymologie
Son nom d'espèce, composé de riogrande et du suffixe latin -ensis, « qui vit dans, qui habite », lui a été donné en référence au lieu de sa découverte, le rio Grande.

## Publication originale
- Hoff & Clawson, 1952 : Pseudoscorpions from rodent nests. American Museum Novitates, no 1585, p. 1-38 (texte intégral).